# 奧日季夫
49°57′36″N 24°48′39″E / 49.96000°N 24.81083°E
奧日季夫（烏克蘭語：Ожидів），是烏克蘭西部的村莊，隸屬利維夫州的佐洛奇夫區。該村面積4.43平方公里，海拔高度231米，2013年人口2,104，人口密度每平方公里474.04人。